# Alptis
 (février 2025).
Le groupe Alptis est issu d’une association créée en 1976. Alptis Assurances est une société par action simplifiée, qui commercialise des contrats d'assurance.
Alptis Assurances est une société de services d’assurances à statut juridique de courtier, positionnée comme courtier grossiste, détenue à près de 100 % par les associations Alptis. Basée à Lyon, Alptis Assurances commercialise auprès des courtiers à travers huit délégations régionales, y compris dans les DOM.

## Histoire

### Origine
La loi du 30 avril 1930 institue, au bénéfice des salariés de l’industrie et du commerce, le Régime des Assurances Sociales à vocation générale. C’est le premier système complet et obligatoire d’assurances sociales (couverture des risques maladies, maternité, invalidité, vieillesse, décès). Ce régime exclut les chefs d’entreprises, les ingénieurs et les cadres qui ne bénéficient alors d’aucun régime de retraite ni de prévoyance.
En 1939, à l’initiative de la Chambre Syndicale Patronale Lyonnaise des Industries métallurgique naît l’Association Lyonnaise de Prévoyance (ALP). Constituée autour d’un noyau de chefs d’entreprises ressentant le besoin d’une protection sociale, l’ALP leur procure un régime de prévoyance et de retraite ainsi qu’aux ingénieurs et cadres. L’activité de l’ALP se compose de deux sections : celle des cadres et celle des travailleurs indépendants.
Plusieurs évolutions législatives changent le paysage de la prévoyance et par conséquent les préoccupations de l’ALP. En 1947, sont rattachés les ingénieurs et les cadres au régime général de la Sécurité Sociale. Et ensuite, au régime de retraite et de prévoyance des cadres. En 1948 se met en place un régime de retraite particulier pour les travailleurs indépendants (commerçants, artisans, professions libérales). Et en 1966, le parlement adopte une loi instituant une assurance maladie obligatoire pour les travailleurs indépendants.
En 1973, l’ALP enregistre une croissance du nombre de ses adhérents dans le Rhône et plus particulièrement du nombre de travailleurs indépendants (800 cadres, 50 retraités, 650 travailleurs indépendants). L’aménagement des locaux de l’ALP devient nécessaire pour absorber le nombre de nouvelles adhésions. Dans ce même temps, des divergences se manifestent au sein du Conseil d’Administration pour définir l’orientation à donner aux activités de la section des travailleurs indépendants[source secondaire nécessaire].
En 1976, à Lyon, un groupe de travailleurs indépendants de l’ALP recherche une autre complémentaire santé. Le service des Travailleurs Indépendants est transféré à Villeurbanne, avec un effectif de 11 personnes affectées au service. Ainsi naît l’Association Lyonnaise de Prévoyance des Travailleurs Indépendants et Isolés : ALPTIS[réf. souhaitée].
En réalité, l’association voit le jour un peu plus tôt. Le 5 novembre 1975, dans une salle municipale de la mairie du 6e arrondissement de Lyon, a eu lieu l’Assemblée Générale Constitutive d’Alptis. Pendant celle-ci a été élu le premier Conseil d’Administration, constitué de 20 personnes (19 hommes et 1 femme). Ce Conseil d’Administration a élu le premier Président d’Alptis, Régis Mourier, qui s’est chargé de déposer les statuts de l’association à la préfecture[réf. nécessaire].
En 1980, l’association décide de changer de nom et devient ALPTIS, l’acronyme d’Association Lyonnaise des Travailleurs indépendants, des Isolés et des Salariés.

### Dates-clés
(décembre 2021).
- 2011 : création de mutuelle.fr, comparateur d’offres de mutuelles santé et Alptis conclut un partenariat avec l'UNEP[7].
- 2015 : Alptis Assurances et CNP Assurances créent CAPVITA[8].
- 2018 : lancement du Cluster Assurance AuRA[9] (Auvergne Rhône-Alpes). Avec à sa tête Jean-Paul Babey, Président d’Alptis Assurances. Ce pôle fédère l’ensemble des acteurs de l’assurance et de l’intermédiation en région Auvergne Rhône-Alpes[10]
- 2021 : Alptis diversifie son offre en accueillant le groupe GEA assurances, spécialiste de l’assurance des hôtels, cafés et restaurants haut de gamme[11]